# كأس الاتحاد الإنجليزي 1974–75
كأس الاتحاد الإنجليزي 1974–75 (بالإنجليزية: 1974–75 FA Cup)‏ هو الموسم 94 من  كأس الاتحاد الإنجليزي. الذي يشرف على تنظيمه الاتحاد الإنجليزي لكرة القدم، وفاز فيه وست هام يونايتد.